# Amt Metelen
| Amt in Preußen     | Amt in Preußen      |
| ------------------ | ------------------- |
| Name               | Metelen             |
| Provinz            | Westfalen           |
| Regierungsbezirk   | Münster             |
| Kreis              | Steinfurt           |
| Bestandszeitraum   | 1844–1937           |
| Fläche             | 40,2 km²            |
| Einwohner          | 2839 (1933)         |
| Bevölkerungsdichte | 71 Einw./km² (1933) |
| Gemeinden          | 2                   |

Das Amt Metelen war von 1844 bis 1937 ein Amt im Kreis Steinfurt in der preußischen Provinz Westfalen.

## Geschichte
Im Rahmen der Einführung der Landgemeindeordnung für die Provinz Westfalen wurde 1844 im alten Kreis Steinfurt aus der Bürgermeisterei Metelen das Amt Metelen gebildet. Dem Amt gehörten das Wigbold Metelen sowie die Landgemeinde Kirchspiel Metelen (auch Außengemeinde Metelen genannt) an.
Am 1. Oktober 1937 wurden Wigbold und Kirchspiel Metelen zur Gemeinde Metelen zusammengeschlossen. Da das Amt Metelen nun nur noch eine Gemeinde umfasste, erlosch es. Die Gemeinde Metelen war seitdem amtsfrei. Seit 1975 gehört sie zum neuen Kreis Steinfurt.

## Einwohnerentwicklung
| Jahr | Einwohner | Quelle |
| ---- | --------- | ------ |
| 1858 | 2271      | [ 3 ]  |
| 1871 | 2021      | [ 4 ]  |
| 1885 | 2022      | [ 5 ]  |
| 1895 | 2037      | [ 6 ]  |
| 1910 | 2346      | [ 7 ]  |
| 1925 | 2680      | [ 8 ]  |
| 1933 | 2839      | [ 8 ]  |